# Microserica simplex
Microserica simplex är en skalbaggsart som beskrevs av Gilbert John Arrow 1946. Microserica simplex ingår i släktet Microserica och familjen Melolonthidae. Inga underarter finns listade i Catalogue of Life.